# ثلاثي السيلان
ثلاثي السيلان هو مركب لاعضوي من السيلانات، صيغته الكيميائية Si3H8، ويوجد على شكل سائل عديم اللون. يعد السيلان مشابهاً بنيوياً للبروبان.

## التحضير
اكتشف ألفرد شتوك أن هذا المركب ضمن نواتج تفاعل سيليسيد المغنيسيوم مع حمض الهيدروكلوريك.
{\displaystyle \mathrm {Mg_{2}Si+\ 4H^{+}\ \longrightarrow \ Si_{n}H_{2n+2}} }
كما يحضر المركب من تفاعل هيدريد ألومنيوم الليثيوم مع ثماني كلورو ثلاثي السيلان:
{\displaystyle \mathrm {Si_{3}Cl_{8}+2\ LiAlH_{4}\longrightarrow Si_{3}H_{8}+2\ LiCl+2\ AlCl_{3}} }

## الخواص
يوجد المركب في الشروط القياسية على شكل سائل عديم اللون، وهو يشتعل تلقائياً في الهواء. كما يتسم المركب بأنه غير مستقر حرارياً، إذ يتفكك إلى السيليكون وإلى أحادي السيلان:
{\displaystyle {\ce {Si3H8 -> Si + 2 SiH4}}}

## الاستخدامات
لا توجد تطبيقات عملية لهذا المركب، ويقتصر استخدامه في مجال الأبحاث والدراسات النظرية.